# Runenstein von Tillinge

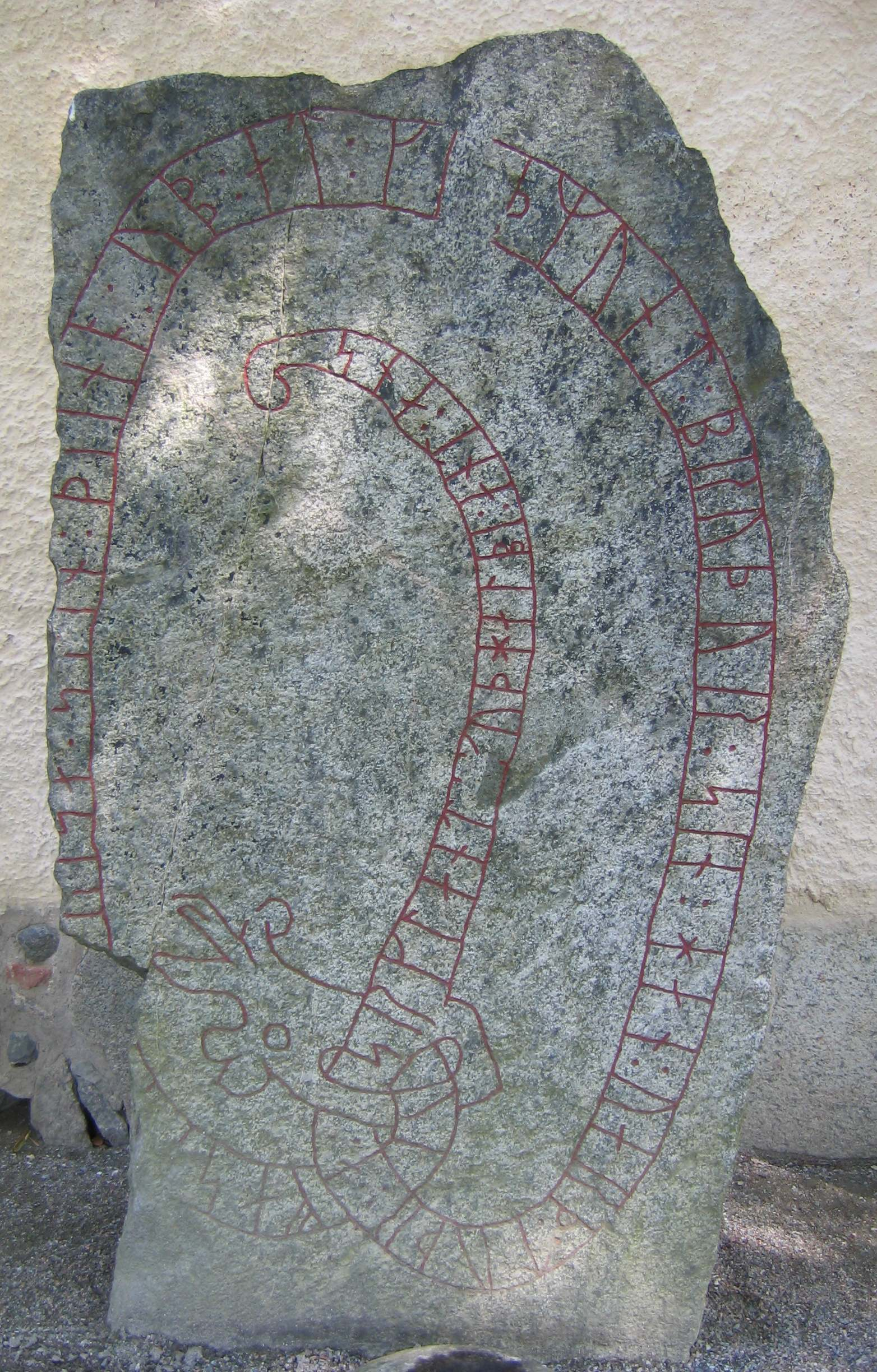
Runenstein von Tillinge

Der Runenstein von Tillinge (Samnordisk runtextdatabas U 785) steht zwischen den beiden Portalen der Kirche von Tillinge, westlich von Enköping in Uppland in Schweden. 
Johan Peringskiölds (1654–1720) zeichnete den Runenstein noch eingemauert unter dem Westgiebel der Kirche. 1946 wurde er aus der Wand geholt und steht seitdem an der heutigen Stelle.

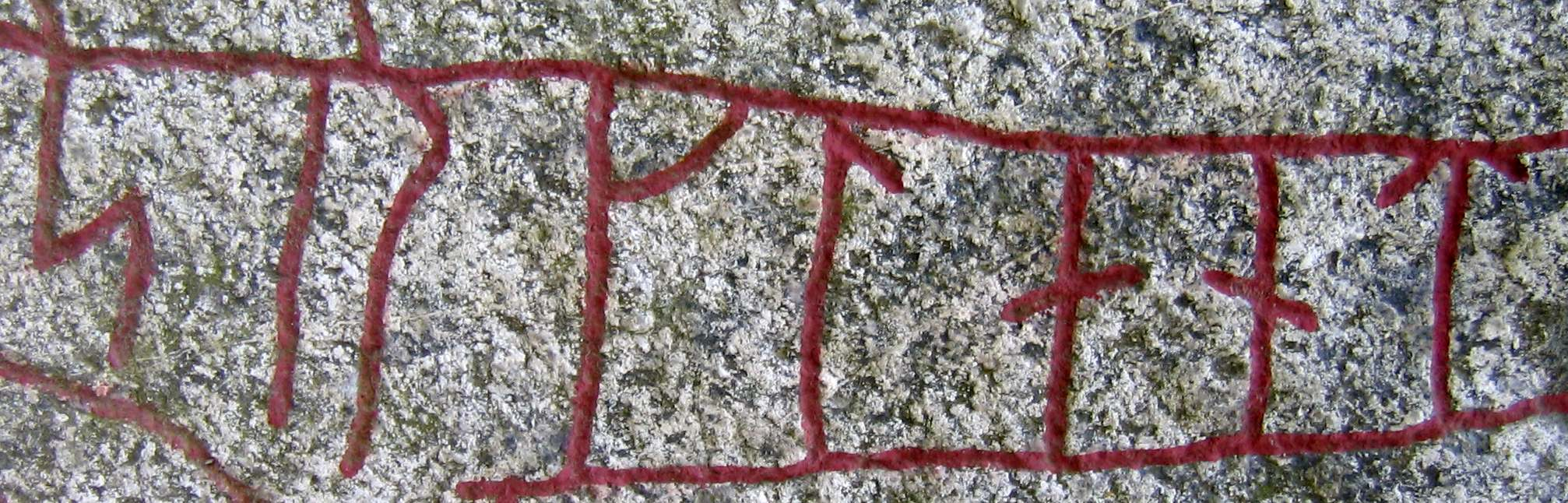
Srkland auf dem Runenstein U 785

Bei dem Stein aus Granit könnte es sich um einen der Ingvarsteine handeln. Er ist der einzige Stein neben einigen Ingvarsteinen, der einen Tod in Serkland, einem Gebiet am Kaspischen Meer erwähnt, das von den Kalifen von Bagdad kontrolliert wurde. Die Verzierung passt in ihrer archaischen Art zu den anderen Ingvarsteinen. Dagegen spricht, dass Ingvars Name, auf den anderen Ingvarsteinen erwähnt wird, hier fehlt.
Der oben und links beschädigte Stein ist etwa 1,7 m hoch, 0,8 bis 1,0 m breit und 0,3 m dick. Die Runenhöhe beträgt 6,0 bis 12,0 cm. Der Text im einwärts gedrehten Schlangenband lautet:
„uifas– … : risa : s(t)in : þ(t)ino : ub : at : k-þmunt : bruþur : sin : han : uarþ : tuþr : a : srklant- kuþ halbi : ant : ans“. Übersetzt: „Vifast setzte diesen Stein nach Gudmund, seinem Bruder. Er starb in Särkland. Gott helfe seinem Geist.“ 
Die Schreibweise von „þtino“ (Thtino) scheint eine lokale Besonderheit zu sein, für die es weitere Beispiele in der Nachbarschaft gibt.